# Danny boy/Alle nove al bar
Danny boy/Alle nove al bar è un singolo di Natale Befanino e i Ribelli, pubblicato in Italia nel 1963: è l'ottavo singolo inciso dai Ribelli.

## Tracce
Lato A
1. Natale Befanino con I Ribelli – Danny boy – 2:25 (brano tradizionale, Fred E. Weatherly)

Lato B
1. I Ribelli – Alle nove al bar – 1:45 (Giorgio Benacchio, Detto Mariano, Gino Santercole, Mogol)